# Liste der Baudenkmäler in Seybothenreuth
Auf dieser Seite sind die Baudenkmäler in der oberfränkischen Gemeinde Seybothenreuth zusammengestellt. Diese Tabelle ist eine Teilliste der Liste der Baudenkmäler in Bayern. Grundlage ist die Bayerische Denkmalliste, die auf Basis des Bayerischen Denkmalschutzgesetzes vom 1. Oktober 1973 erstmals erstellt wurde und seither durch das Bayerische Landesamt für Denkmalpflege geführt wird. Die folgenden Angaben ersetzen nicht die rechtsverbindliche Auskunft der Denkmalschutzbehörde.
 Diese Liste gibt den Fortschreibungsstand vom 19. August 2014 wieder und enthält sieben Baudenkmäler.

## Baudenkmäler nach Gemeindeteilen

### Seybothenreuth
| Lage                                                                                              | Objekt                                                            | Beschreibung | Akten-Nr.     | Bild                                                              |
| ------------------------------------------------------------------------------------------------- | ----------------------------------------------------------------- | --- | ------------- | ----------------------------------------------------------------- |
| Am Goldhügel (auf dem Goldhügel) (Standort)                                                       | Gedenkstein an ein preußisch-bayerisches Gefecht am 29. Juli 1866 | Syenit-Stele, um 1875 Ergänzt um Kriegerdenkmal für die beiden Weltkriege, Granitsäule mit eisernem Kreuz, eingefasst von einer halbrunden Mauer, nach 1918                                                             | D-4-72-188-7  | Gedenkstein an ein preußisch-bayerisches Gefecht am 29. Juli 1866 |
| Bahnlinie Weiden – Neuenmarkt-Wirsberg; Bahnstrecke 5051 (Weiden - NeuenmarktWirsberg) (Standort) | Bahnüberführung                                                   | einbogig-stichbogige, gemauerte Durchfahrt, Bogenfronten mit Radialsteinen betont, Sandstein, 1862/63; bei Bahn-km 45,235                                                                                               | D-4-72-188-10 | BW                                                                |
| Bahnlinie Weiden – Neuenmarkt-Wirsberg; Bahnstrecke 5051 (Weiden - NeuenmarktWirsberg) (Standort) | Bahnüberführung                                                   | gemauerte, tonnengewölbte Durchfahrt, Bogenfronten mit Radialsteinen betont, Sandstein, 1862/63; bei Bahn-km 46,969 | D-4-72-188-13 | BW                                                                |
| Hauptstraße (Standort)                                                                            | Steinkreuz                                                        | Sandstein, oberer Längsbalken und mittlerer Querbalken fehlen, an der Vorderseite ist eine Reutschaufel eingeritzt, mittelalterlich                                                                                     | D-4-72-188-5  | BW                                                                |
| Hauptstraße 28 (Standort)                                                                         | Gasthof                                                           | Zweigeschossiger, traufständiger Bau aus Sandsteinquadern mit hohem Halbwalmdach, der Eingang rustiziert, erste Hälfte 19. Jahrhundert                                                                                  | D-4-72-188-1  | BW                                                                |
| Hauptstraße 38 (Standort)                                                                         | Wohnhaus                                                          | Zweigeschossiger, traufständiger Bau aus Sandsteinquadern mit Walmdach, Ende 18. Jahrhundert | D-4-72-188-2  | BW                                                                |
| Hauptstraße 41 (Standort)                                                                         | Ehemaliges Landadelsgut, sogenanntes Schlösschen                  | Zweigeschossiger Walmdachbau mit kleiner Freitreppe, Ecklisenen, über der Eingangstür Lindenfels-Giech'sches Allianzwappen, im Kern 18. Jahrhundert, Fensterformen in der zweiten Hälfte des 19. Jahrhunderts verändert | D-4-72-188-3  | weitere Bilder                                                    |
| Hauptstraße 45 (Standort)                                                                         | Forsthaus                                                         | Zweigeschossiger Mansarddachbau, Sandsteingewände, barockes Türgewände mit Hirschgeweih, um 1732 | D-4-72-188-4  | BW                                                                |
| Pechleite (Standort)                                                                              | Steinkreuz                                                        | Sandstein, auf der Vorderseite eingeritzte Pfeilspitze, mittelalterlich | D-4-72-188-6  | BW                                                                |